# Modo de ganar el Jubileo Santo
Modo de ganar el Jubileo Santo es un manual de ocho páginas con instrucciones para ganar las indulgencias. En palabras de Alamiro de Ávila Martel, el «texto comprende el “acto de contrición” que se debe recitar al comenzar las prácticas, luego una oración para ser rezada en cada una de las visitas de iglesias y una última para el final de la serie de las devociones prescritas». El libro se encuentra escrito en un lenguaje solemne.
Este libro fue descubierto en 1910 por Ramón Laval, quien lo publicó en una reproducción facsímil, donde describe el ejemplar en detalle. Laval, a partir de este hallazgo, sostuvo que este era el primer impreso o incunable chileno. El impresor y autor del libro en cuestión son desconocidos, aunque según Alamiro de Ávila Martel, el impresor era chileno y vivía en la calle de las Monjas Agustinas. Este ejemplar del Modo de ganar el jubileo Santo es el único del que se tiene conocimiento y se encuentra en el museo bibliográfico de la Biblioteca Nacional de Chile.